# Гіробусоль маркшейдерська

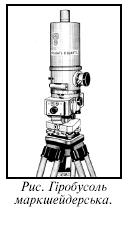
Маркшейдерська гіробусоль

Маркше́йдерська гіробусо́ль (рос. гиробуссоль маркшейдерская, англ. miner's gyrocompass, нім. markscheiderische Gyrobussole f) — вибухобезпечний гіроскопічний прилад із чутливим гіроскопічним елементом для визначення астрономічних азимутів заданих напрямів і дирекційних кутів сторін підземної маркшейдерської зйомки при повсякденних маркшейдерських роботах.